# ملکه آن
ملکه آن یا آن استوارت (به انگلیسی: Queen Anne یا Anne of Great Britain) (زاده ۶ فوریه ۱۶۶۵ – درگذشته ۱ اوت ۱۷۱۴)، ملکه حاکم انگلستان، اسکاتلند و ایرلند از ۸ تا ۱ مه ۱۷۰۷ بود. در ۱ مه ۱۷۰۷، تحت قوانین اتحادیه، پادشاهی‌های انگلستان و اسکاتلند در قالب یک کشور مستقل به نام پادشاهی متحد بریتانیای کبیر متحد شدند. به این ترتیب، آن نخستین فرمانروای پادشاهی بریتانیای کبیر به‌شمار می‌آید. آن به عنوان ملکه بریتانیا و ایرلند تا زمان مرگش در سال ۱۷۱۴ به سلطنت ادامه داد.

## اوایل زندگی
آن، دختر جیمز دوم و همچنین آخرین ملکه خاندان استوارت بود. در دوران سلطنت عمویش، چارلز دوم انگلستان، که هیچ فرزند قانونی نداشت، متولد شد. اگر چه پدرش، جیمز، به عنوان برادر جوانتر چارلز، به عنوان وارث سلطنت مطرح بود، اما از آنجایی که عقاید کاتولیکی‌اش در انگلستان نامحبوب بود، به دستور چارلز، آن و خواهر بزرگترش، ماری، تحت آموزش کلیسای انگلیکان بزرگ شدند. سه سال پس از مرگ چارلز و جانشینی جیمز، او طی انقلاب باشکوه، در سال ۱۶۸۸، از سلطنت خلع شد و خواهر آن، با عنوان ماری دوم، ملکه انگلستان به همراه شوهر (پسرعمه) پروتستانش، ویلیام اورانژ- ناسو، مشترکاً به پادشاهی رسیدند. اگر چه دو خواهر با هم روابط نزدیکی داشتند، اما اختلاف نظرها بر سر مسائل مالی و اطرافیان، به سرعت پس از به سلطنت رسیدن ماری بالا گرفته و روابط آنها به سردی گرایید. ویلیام و ماری فرزندی نداشتند و پس از مرگ ماری در سال ۱۶۹۴، ویلیام به تنهایی تا زمان مرگش در سال ۱۷۰۲ به سلطنت ادامه و سپس آن جانشین او شد.

## دوران حکومت

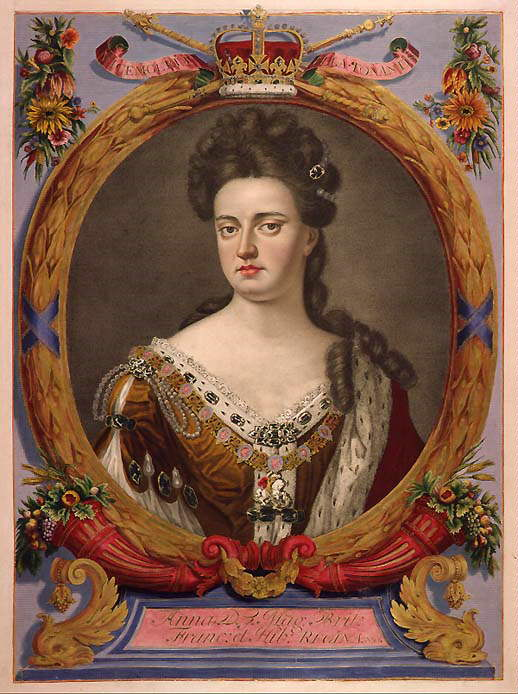
پرترۀ «ملکه آن انگلستان» به سفارش آگوست دوم، پادشاه لهستان، در سال ۱۷۰۶–۱۷۰۷م

آن در طول دوران حاکمیتش به سیاستمداران معتدل حزب توری که در دیدگاه‌های مذهبی انگلیکان به او نزدیکی بیشتری داشتند متمایل بود تا حزب رقیبشان ویگ. ویگها در طول جنگ جانشینی اسپانیا قدرت بیشتری به‌دست آوردند تا اینکه آن، در سال ۱۷۱۰، بسیاری از آنها را از دفترش مرخص کرد. دوستی نزدیک آن با سارا چرچیل، دوشس مالبرو بر سر اختلاف نظرهای سیاسی به تندی گرایید. دوشس انتقام خود را با توصیف ناخوشایندی که از ملکه در خاطراتش ارائه کرد، گرفت؛ خاطراتی که به‌طور گسترده مورد قبول تاریخدانان بود تا اینکه در اواخر قرن بیستم مورد ارزیابی مجدد قرار گرفت.
آن در تمام طول عمرش گرفتار بیماری بود و از سی سالگی، این بیماری به همراه چاقی شدت پیدا کرد. به رغم هفده بارداری از شوهرش، شاهزاده جورج دانمارک، بدون هیچ وارثی در ۱ اوت ۱۷۱۴ درگذشت و آخرین فرد خاندان استوارت شد. براساس لایحه حل‌وفصل ۱۷۰۱ که کاتولیک‌ها را از جانشینی منع میکرد، قرار بود سوفیا پالاتینیتی دختر الیزابت استوارت (دختر جیمز یکم، پادشاه انگلستان) به حکومت برسد. اما سوفیا دو ماه پیش از مرگ ملکه آن، درگذشت و پسرش جرج لوئیز، که در آن زمان فرمانروای پادشاهی هانوور بود، با عنوان جرج یکم جانشین او شد. از دیگر وقایع مهم دوران زمامداری وی، می‌توان به انعقاد قرارداد صلح اوترخت در ۱۷۱۳ اشاره نمود.